# Organisation de la gendarmerie mobile
| \| 250 km1:9 730 000 Groupement Escadron(s) \| |
| 250 km1:9 730 000 Groupement Escadron(s)       |

L'organisation de la gendarmerie mobile en France est de type décentralisé. En effet, il n'existe pas au sein de la Direction générale de la Gendarmerie nationale (DGGN) de direction ou de sous-direction de la gendarmerie mobile mais une sous-direction fonctionnelle de la défense, de l'ordre public et de la protection. Les formations de gendarmerie mobile, quant à elles, sont placées sous l'autorité hiérarchique des commandants des sept régions de gendarmerie situés au siège de chacune des zones de défense et de sécurité, qui sont eux-mêmes directement subordonnés au directeur général de la gendarmerie nationale.
Chacune de ces sept « régions  zonales » supervise plusieurs groupements de gendarmerie mobile dans lesquels sont répartis les escadrons de gendarmerie mobile (EGM). En 2024, il existe dix-huit groupements et 116 escadrons dits « de marche ».
Le groupement, qui forme corps, comprend entre cinq et onze escadrons sous le commandement d'un lieutenant-colonel, d'un colonel ou d'un général de brigade.
L'organisation en groupements date de 1967. Avant cette date, les escadrons appartenaient à des légions, qui ont été brièvement rétablies de 1991 à 2005 (les groupements leur étant subordonnés) puis définitivement supprimées à cette date.
À l'occasion de ces réorganisations, la numérotation des unités a ainsi été modifiée. Ainsi, depuis la Seconde Guerre mondiale, celle des escadrons l'a été à deux reprises (1967 et 1991) tandis que celle des groupements (créés seulement en 1967) ne l'a été qu'une seule fois (en 1991) – voir ci-dessous.
La Gendarmerie présente ses escadrons de gendarmerie mobile comme des unités projetables vite, loin et longtemps avec une grande autonomie, ces exigences se traduisant à la fois dans l'entrainement, l'organisation et la dotation de ces formations.
Lorsque la situation nécessite l'emploi coordonné de plusieurs escadrons, ceux-ci sont regroupés en un Groupement Tactique de Gendarmerie ou GTG (deux à cinq escadrons) ou un Groupement opérationnel de maintien de l'ordre ou GOMO (plusieurs GTG ou plus de cinq escadrons), commandé par un commandant de groupement de gendarmerie mobile assisté d'un état-major constitué à partir de celui de son propre groupement.

## Rappel historique

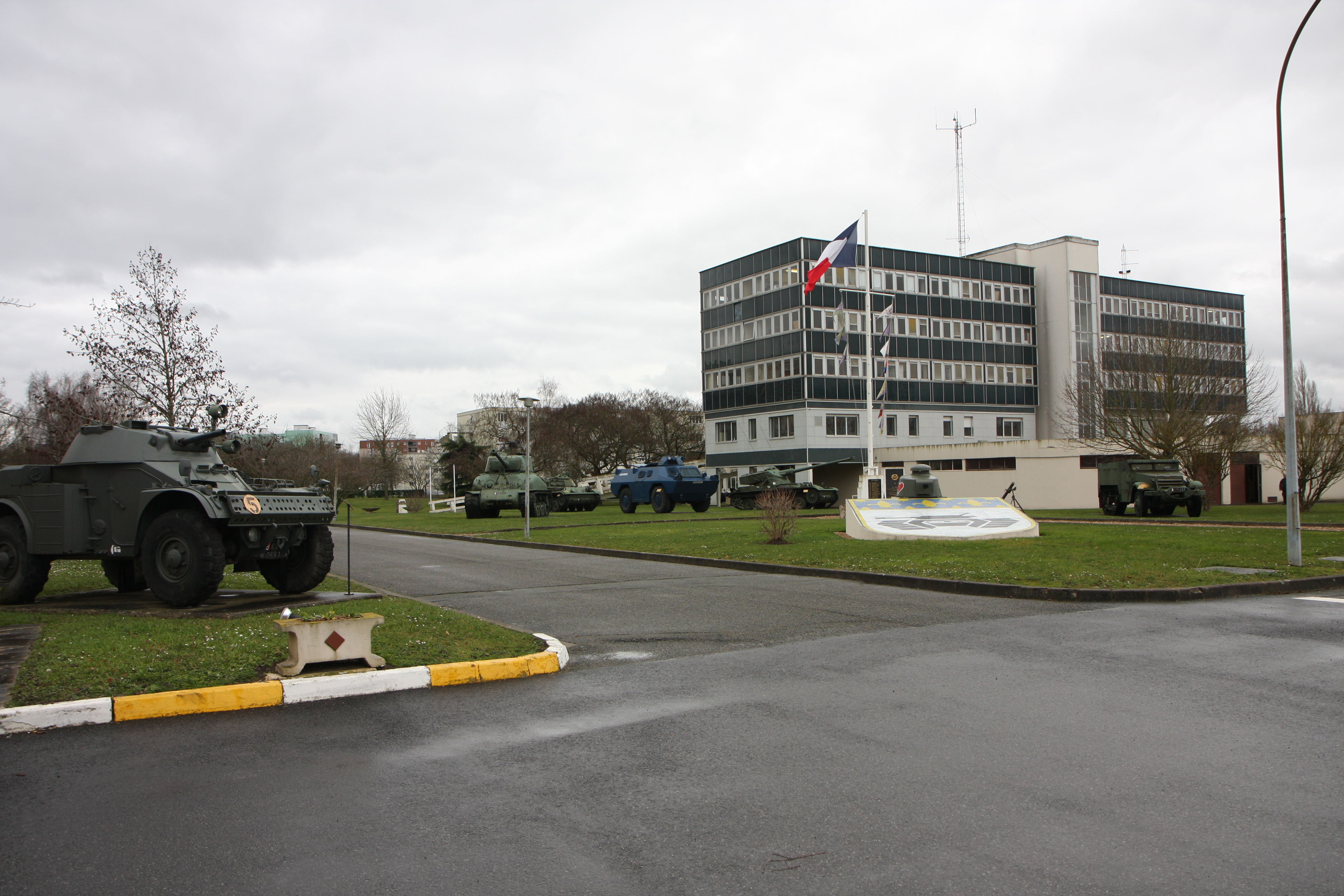
État-major du GBGM à Satory

La création en 1921 (loi du 22 juillet 1921), de pelotons mobiles de gendarmerie au sein de la gendarmerie départementale répond à la prise de conscience du besoin d’une force de gendarmerie spécialisée dans le maintien de l'ordre pour compléter l’action de la police et surtout pour éviter l’emploi de l’armée, avec tous les risques que celui-ci comporte (fraternisation ou violence excessive).
Le 15 novembre 1921, une circulaire de la Direction de la gendarmerie planifie l’organisation de 24 pelotons en région parisienne (16 à cheval et 8 à pied) et 87 en province (52 à cheval et 35 à pied). Chaque peloton, à l’effectif de 60 en région parisienne et 40 en province, est commandé par un lieutenant ou un sous-lieutenant et doit être capable d’aligner un effectif de 30 hommes au maintien de l’ordre. Les déplacements des unités s’effectuent normalement en camionnettes ou en train. Pour ses missions militaires, un peloton dispose, en plus de son armement individuel, d’un lot de grenades, d’un mortier, de deux mitrailleuses et de deux fusils-mitrailleurs.
En 1926, les pelotons mobiles prennent l'appellation de garde républicaine mobile (GRM). La GRM devient une subdivision de la gendarmerie nationale en 1927.
La garde républicaine mobile est organisée en légions, groupes et compagnies, chaque compagnie comptant généralement trois pelotons. De 1927 à 1940, elle monte constamment en puissance, passant de 7 légions, 26 groupes et 84 compagnies en 1932 à 14 légions, 54 groupes et 167 compagnies regroupant 285 pelotons à pied, 156 pelotons à cheval et 51 pelotons motocyclistes en 1939.
Elle est dissoute après l'armistice de 1940 et remplacée en zone sud par la Garde, qui est séparée de la gendarmerie. Rattachée à la direction de la cavalerie, la Garde adopte l'escadron comme unité élémentaire (au lieu de la compagnie).
Réunie à la gendarmerie en 1944, elle prend l'appellation de garde républicaine qu'elle gardera jusqu'à ce que, par décret du 20 septembre 1954, elle change de nouveau de nom pour devenir la gendarmerie mobile.
L'escadron reste l'unité de base de la garde républicaine puis de la gendarmerie mobile.
Avant 1967, les escadrons étaient subordonnés à des légions de gendarmerie mobile, elles-mêmes éventuellement subdivisées en groupes d'escadrons lorsque le nombre d'escadrons le justifiait.
Les groupements de gendarmerie mobile ont été créés en 1967 et les légions ont été dissoutes à cette date.
De 1967 à 1991, les groupements furent subordonnés à des circonscriptions régionales implantées au niveau de chaque région économique : il y avait vingt-trois groupements : vingt en province et trois en région parisienne. Les groupements comportant un nombre élevé d'escadrons étaient eux-mêmes subdivisés en groupes d'escadrons mais ces derniers ont été dissous, pour la plupart dans les années 1980 ou 90.
En 1991, les légions de gendarmerie mobile ont été recréées, chaque légion étant subordonnée à l'une des régions zonales. En 2005, les légions ont été à nouveau dissoutes et les groupements directement subordonnés à ces mêmes régions zonales.
Depuis 2005, 15 escadrons de marche ont été dissous et le nombre de groupements a été réduit de 25 à 18.
Dans le cadre des mesures prises pour renforcer les forces de sécurité à la suite des attentats de 2015, un 109e escadron est créé à Rosny-sous-Bois (Seine-Saint-Denis) tandis qu'un peloton de marche supplémentaire est créé au sein de 22 escadrons en 2016 mais ces pelotons sont dissous en 2019 afin de répartir leurs personnels dans l'ensemble des escadrons.
Jusqu'en 2015, la gendarmerie mobile comportait 46 escadrons de réserve de gendarmerie mobile ou ERGM répartis entre les groupements mais ces unités ont été dissoutes lors de la fusion des réserves de la gendarmerie départementale, de la gendarmerie mobile et de la garde républicaine, la réserve opérationnelle de la gendarmerie ne comportant plus désormais que des compagnies de réserve territoriales ou CRT.
La Gendarmerie mobile est composée d'environ 13 000 personnels .  Elle met en œuvre 116 escadrons ainsi que des unités spécialisées dans les missions de sécurité ou de soutien et la Musique de la gendarmerie mobile. L'effectif moyen d’un escadron est d'environ 118 hommes
Les personnels du Groupe d'intervention de la gendarmerie nationale (GIGN) et des antennes du GIGN (AGIGN) implantées en métropole appartiennent également à la gendarmerie mobile.
L'unité de base est l'escadron. L'échelon supérieur est le groupement. Enfin les groupements sont subordonnés aux généraux commandants les régions zonales dans lesquels ils sont implantés.

## Organisation administrative et opérationnelle

### Organisation administative

#### Escadron de gendarmerie mobile (EGM)
Commandé par un capitaine ou un chef d'escadron, un escadron de gendarmerie mobile (EGM) est composé d'environ 110 militaires regroupés en cinq pelotons :
- un peloton hors-rang (commandement, administration et logistique) ;
- quatre pelotons de marche dont un peloton d'intervention (PI)[15].

Il existe deux types d'escadrons de marche : les escadrons portés et les escadrons VBRG du groupement blindé de gendarmerie mobile de Satory.
Quelques escadrons disposent d'un ou deux pelotons supplémentaires affectés à des missions de sécurité/protection spécifiques ou à des escortes sensibles.
Certains escadrons implantés dans ou à proximité de zones montagneuses reçoivent également une qualification « montagne ».
Sur le terrain, un escadron déploie usuellement un groupe de commandement et trois ou quatre pelotons de seize gendarmes. Un peloton, commandé en général par un lieutenant, un sous-lieutenant ou un major — mais parfois par un capitaine — s'articule en deux groupes de taille égale.
Les escadrons se déplacent dans des véhicules de transport de groupe ou VTGGM (Véhicule de transport de groupe de Gendarmerie mobile) de type Irisbus à raison de deux véhicules par peloton. Ils sont également dotés d'un véhicule PC radio de type Renault B110 et, pour le transport de leur matériel, de véhicules d'allègement de type Renault Premium. D'autres matériels sont disponibles au niveau des groupements ou des régions : systèmes DRAP (Dispositif de retenue autonome du public), camions TRM 2000, etc. Lors des missions outre-mer, les gendarmes mobiles utilisent des véhicules de groupe tous chemins de type Renault B110 4x4 ou des fourgons Irisbus.
Depuis 1991, chaque escadron est identifié par un numéro ; exemples : escadron 15/3 à Vannes, escadron 15/6 à Nîmes ou escadron 25/6 à Digne-les-Bains.
- 1er chiffre = numéro du groupement de gendarmerie mobile d'appartenance, au sein de la région.
- 2e chiffre = numéro de l'escadron dans le groupement[21].
- 3e chiffre = numéro de la région zonale de gendarmerie (qui était également le numéro de la légion de gendarmerie mobile avant leur dissolution).

#### Groupement de gendarmerie mobile
Les escadrons sont répartis entre 18 groupements de gendarmerie mobile dont 1 groupement blindé de gendarmerie mobile à Versailles Satory. Un groupement comprend entre 4 et 11 escadrons. Selon la taille du groupement, il est placé sous le commandement d'un lieutenant-colonel, d'un colonel ou d'un général de brigade.
Le général commandant chacune des 7 régions zonales de la Gendarmerie (qui correspondent aux zones de défense et de sécurité administratives) assure également le commandement de tous les groupements de gendarmerie mobile implantés dans sa zone.

### Organisation opérationnelle
L'unité opérationnelle de base est l'escadron, qui, en fonction du besoin, peut être employé au maintien de l'ordre à effectif plein (4 pelotons) ou réduit (3 pelotons). Dans ses missions d'assistance à la gendarmerie départementale, l'escadron peut constituer des détachements de tailles diverses (peloton, détachement de surveillance et d'intervention ou DSI etc.) 
Si la mission nécessite plus de ressources, la gendarmerie mobile s'appuie sur ses structures organiques permanentes (escadron, groupement) pour constituer des formations opérationnelles temporaires adaptées.

#### Groupements tactiques et opérationnels: GTG et  GOMO
Lorsque la situation nécessite l'emploi coordonné de plusieurs escadrons, ceux-ci sont regroupés pour former un Groupement Tactique (de) Gendarmerie ou GTG (2 à 5 escadrons) commandé par un commandant de groupement de gendarmerie mobile ou son second. Si le besoin en effectifs est supérieur, un Groupement opérationnel de maintien de l'ordre ou GOMO (plusieurs GTG ou plus de 5 escadrons) est créé, sous le commandement d'un officier désigné par la Direction générale (le plus souvent c'est un commandant de groupement) .

#### Dispositif d'intervention augmenté de gendarmerie (DIAG)
Enfin, en cas de crise demandant une grande réactivité et l'emploi de moyens particuliers (recherche d'individus dangereux, violences urbaines, rétablissement de l'ordre de haute intensité...) la gendarmerie mobile crée un Dispositif d'intervention augmenté de gendarmerie ou DIAG sous le commandement d'un GTG (commandant de groupement). Le DIAG est constitué d'au moins un escadron complété par les moyens supplémentaires nécessaires à la résolution de la crise : autre(s) escadron(s), unités d'intervention spécialisée, capacité blindée, capacité héliportées, drones etc. .

## L'après guerre: garde républicaine puis gendarmerie mobile

### Organisation actuelle (2024)

Région de Gendarmerie d'Île-de-France
Région de Gendarmerie de Bordeaux
Région de Gendarmerie de Rennes
Région de Gendarmerie de Sathonay-Camp
Région de Gendarmerie de Marseille
Région de Gendarmerie de Metz
Région de Gendarmerie de Lille

18 groupements comprenant chacun de 5 à 11 escadrons pour un total de 116 escadrons de marche.
- Région de Gendarmerie d'Île-de-France -  18 escadrons de marche, 
  -  Groupement blindé de gendarmerie mobile (GBGM) à Versailles-Satory : 7 EGM
  -  Groupement II/1 de Gendarmerie mobile à Maisons-Alfort : 11 EGM
- Région de Gendarmerie de Bordeaux - 12 escadrons de marche
  - Groupement II/2 de Gendarmerie mobile à Mont-de-Marsan : 6 EGM
  - Groupement IV/2 de Gendarmerie mobile à Limoges : 6 EGM
- Région de Gendarmerie de Rennes - 21 escadrons de marche
  - Groupement I/3 de Gendarmerie mobile à Rennes : 5 EGM
  - Groupement II/3 de Gendarmerie mobile à Mont-Saint-Aignan : 6 EGM
  - Groupement III/3 de Gendarmerie mobile à Nantes : 5 EGM
  - Groupement IV/3 de Gendarmerie mobile à Orléans : 5 EGM
- Région de Gendarmerie de Sathonay-Camp - 14 escadrons de marche
  - Groupement I/5 de Gendarmerie mobile à Sathonay-Camp : 8 EGM
  -  Groupement II/5 de Gendarmerie mobile à Chambéry : 6 EGM
- Région de Gendarmerie de Marseille - 16 escadrons de marche
  -  Groupement I/6 de Gendarmerie mobile à Nîmes : 6 EGM
  -  Groupement II/6 de Gendarmerie mobile à Hyères : 7 EGM
  -  Groupement III/6 de Gendarmerie mobile à Toulouse : 5 EGM
- Région de Gendarmerie de Metz - 24 escadrons de marche
  - Groupement I/7 de Gendarmerie mobile à Metz : 7 EGM
  - Groupement II/7 de Gendarmerie mobile à Strasbourg : 5 EGM
  - Groupement III/7 de Gendarmerie mobile à Reims : 5 EGM
  - Groupement IV/7 de Gendarmerie mobile à Dijon : 7 EGM
- Région de Gendarmerie de Lille - 9 escadrons de marche
  - Groupement I/9 de Gendarmerie mobile à Arras : 9 EGM

### Organisation de 2005

Force de Gendarmerie mobile et d'intervention
Région de Gendarmerie de Bordeaux
Région de Gendarmerie de Rennes
Région de Gendarmerie de Sathonay-Camp
Région de Gendarmerie de Marseille
Région de Gendarmerie de Metz
Région de Gendarmerie de Lille

- Force de Gendarmerie mobile et d'intervention (FGMI) à Maisons-Alfort. État-major dissous en 2010.
  -  Groupement Blindé de Gendarmerie mobile (GBGM) à Versailles-Satory
  -  Groupement II/1 de Gendarmerie mobile à Melun transféré à Maisons-Alfort en septembre 2012 (*)
  -  Groupement III/1 de Gendarmerie mobile à Aubervilliers dissous en septembre 2012.
  -  Groupement IV/1 de Gendarmerie mobile à Beynes dissous en août 2012.
  -  Groupement V/1 de Gendarmerie mobile disparaît par fusion avec le Groupement IV/1 en novembre 2007.
- Région de Gendarmerie de Bordeaux
  - Groupement I/2 de Gendarmerie mobile à Bouliac dissous en août 2012
  - Groupement II/2 de Gendarmerie mobile à Mont-de-Marsan
  - Groupement III/2 de Gendarmerie mobile à Toulouse
  - Groupement IV/2 de Gendarmerie mobile à Limoges
- Région de Gendarmerie de Rennes
  - Groupement I/3 de Gendarmerie mobile à Rennes
  - Groupement II/3 de Gendarmerie mobile à Mont-Saint-Aignan
  - Groupement III/3 de Gendarmerie mobile à Nantes
  - Groupement IV/3 de Gendarmerie mobile à Orléans
- Région de Gendarmerie de Sathonay-Camp
  - Groupement I/5 de Gendarmerie mobile à Sathonay-Camp
  - Groupement II/5 de Gendarmerie mobile à Chambéry
  - Groupement III/5 de Gendarmerie mobile à Clermont-Ferrand dissous en octobre 2011
- Région de Gendarmerie de Marseille
  - Groupement I/6 de Gendarmerie mobile à Montpellier transféré à Nîmes en septembre 2012 (*)
  - Groupement II/6 de Gendarmerie mobile à Hyères
- Région de Gendarmerie de Metz
  - Groupement I/7 de Gendarmerie mobile à Verdun transféré à Metz en septembre 2012 (*)
  - Groupement II/7 de Gendarmerie mobile à Strasbourg
  - Groupement III/7 de Gendarmerie mobile à Reims
  - Groupement IV/7 de Gendarmerie mobile à Dijon
  - Groupement V/7 de Gendarmerie mobile à Dole dissous en octobre 2011
- Région de Gendarmerie de Lille.
  - Groupement I/9 de Gendarmerie mobile à Arras
  - Groupement II/9 de Gendarmerie mobile à Saint-Quentin dissous en septembre 2012

(*) Note : lors d'un transfert géographique, il y a en fait dissolution de l'unité puis création d'une nouvelle unité sur le nouveau lieu d'implantation.

### Organisation de 1991

Légion de Gendarmerie mobile d'Île-de-France
2e Légion de Gendarmerie mobile de Bordeaux
3e Légion de Gendarmerie mobile de Rennes
4e Légion de Gendarmerie mobile d'Orléans
5e Légion de Gendarmerie mobile de Lyon-Bron
6e Légion de Gendarmerie mobile de Marseille
7e Légion de Gendarmerie mobile de Metz
8e Légion de Gendarmerie mobile de Dijon
9e Légion de Gendarmerie mobile de Lille

À la suite de la réforme de 1991, les légions de gendarmerie mobile sont recréées et les escadrons sont re-numérotés. L'organigramme est identique à celui de 2005 à part que :
- Chacun des 25 groupements (26 à partir de 1997) est subordonné à une légion de Gendarmerie mobile qui porte le même numéro que la région zonale indiquée dans l'organigramme de 2005 - sauf en région parisienne où les escadrons sont subordonnés à la Légion de Gendarmerie mobile d'Île-de-France.
- Il existe à l'époque 9 régions zonales. En 2000, le nombre de régions sera ramené à 7 et les 4e et 8e Légions seront dissoutes. Leurs groupements seront transférées aux 2e, 3e et 7e légions (avec des modifications dans la répartition des escadrons entre les groupements).
- Légion de Gendarmerie mobile d'Île-de-France (LGMIF).
  -  Groupement Blindé de Gendarmerie mobile (GBGM) à Versailles-Satory.
  -  Groupement II/1 de Gendarmerie mobile à Melun.
  -  Groupement III/1 de Gendarmerie mobile à Aubervilliers.
  -  Groupement IV/1 de Gendarmerie mobile à Issy-les-Moulineaux (Hauts-de-Seine).
  -  Groupement V/1 de Gendarmerie mobile à Beynes (créé en 1997)[24].
- 2e Légion de Gendarmerie mobile de Bordeaux
  - Groupement I/2 de Gendarmerie mobile à Bouliac dissous en août 2012
  - Groupement II/2 de Gendarmerie mobile à Mont-de-Marsan
  - Groupement III/2 de Gendarmerie mobile à Toulouse
- 3e Légion de Gendarmerie mobile de Rennes
  - Groupement I/3 de Gendarmerie mobile à Rennes
  - Groupement II/3 de Gendarmerie mobile à Mont-Saint-Aignan
  - Groupement III/3 de Gendarmerie mobile à Nantes
- 4e Légion de Gendarmerie mobile d'Orléans dissoute le 1er juillet 2000
  - Groupement I/4 de Gendarmerie mobile à Orléans dissous le 1er juillet 2000
  - Groupement II/4 de Gendarmerie mobile à Tours dissous le 1er juillet 2000
  - Groupement III/4 de Gendarmerie mobile à Limoges dissous le 1er juillet 2000
- 5e Légion de Gendarmerie mobile de Lyon-Bron
  - Groupement I/5 de Gendarmerie mobile à Lyon-Bron
  - Groupement II/5 de Gendarmerie mobile à Chambéry
  - Groupement III/5 de Gendarmerie mobile à Clermont-Ferrand
- 6e Légion de Gendarmerie mobile de Marseille[25]
  - Groupement I/6 de Gendarmerie mobile à Montpellier
  - Groupement II/6 de Gendarmerie mobile à Hyères
- 7e Légion de Gendarmerie mobile de Metz
  - Groupement I/7 de Gendarmerie mobile à Verdun
  - Groupement II/7 de Gendarmerie mobile à Strasbourg
  - Groupement III/7 de Gendarmerie mobile à Reims
- 8e Légion de Gendarmerie mobile de Dijon dissoute le 1er juillet 2000
  - Groupement I/8 de Gendarmerie mobile à Dijon dissous le 1er juillet 2000
  - Groupement II/8 de Gendarmerie mobile à Dole dissous en juillet 2000
- 9e Légion

### Organisation en 1969

1er Commandement Régional de la Gendarmerie Nationale de Paris
2e Commandement Régional de la Gendarmerie Nationale de Lille
3e Commandement Régional de la Gendarmerie Nationale de Rennes
4e Commandement Régional de la Gendarmerie Nationale de Bordeaux
5e Commandement Régional de la Gendarmerie Nationale de Lyon
6e Commandement Régional de la Gendarmerie Nationale de Metz
7e Commandement Régional de la Gendarmerie Nationale de Marseille

À la suite de la réforme de 1967, qui voit la création des groupements de gendarmerie mobile, l'organisation comprend 23 groupements - 23 groupes d'escadrons - 123 escadrons de marche et 4 escadrons des services.
Les escadrons créés après mai 68 sont indiqués en italique et avec un astérisque (*).
À noter que cet organigramme sera très fréquemment modifié, notamment en Île-de-France.
- 1er Commandement Régional de la Gendarmerie Nationale de Paris
  -  Commandement de la gendarmerie mobile en région Parisienne (Arcueil)
    - 1er Groupement blindé de gendarmerie mobile (1er GBGM) Versailles-Satory – 6 escadrons
      - Groupe I/1 Satory
        - EGM 1/1 Le Plessis-Robinson
        - EGM 2/1 Satory
        - EGM 3/1 Satory

      - Groupe II/1 Issy-les-Moulineaux
        - EGM 4/1 Ivry-sur-Seine
        - EGM 5/1 Vanves
        - EGM 6/1 Issy-les-Moulineaux

    - 2e Groupement de gendarmerie mobile (Maisons-Alfort) – 6 escadrons de marche et 2 escadrons des services
      - Groupe I/2 Maisons-Alfort
        - EGM 1/2 Maisons-Alfort
        - EGM 2/2 Maisons-Alfort
        - EGM 3/2 Maisons-Alfort

      - Groupe II/2 Melun
        - EGM 4/2 Melun
        - EGM 5/2 Melun
        - EGM 6/2 Melun

      - Groupe d’escadrons des services – Le Plessis-Robinson
        - 1er escadron des services Le Plessis-Robinson
        - 2e escadron des services Le Plessis-Robinson

    - 3e Groupement de gendarmerie mobile à Drancy – 9 escadrons de marche et 2 escadrons des services
      - Groupe I/ 3 Drancy
        - EGM 1/3 Drancy
        - EGM 2/3 Drancy
        - EGM 3/3 Drancy

      - Groupe II/3 Saint-Denis
        - EGM 4/3 Pont-Yblon
        - EGM 5/3 Le Blanc-Mesnil
        - EGM 6/3 Saint-Denis

      - Groupe III/3 Champigny
        - EGM 7/3 Champigny
        - EGM 8/3 Champigny
        - EGM 9/3 Champigny

      - Groupe d’escadrons des services - Drancy
        - 3e escadron des services Drancy
        - 4e escadron des services Pont-Yblon/Le Blanc-Mesnil

  -  Circonscription Régionale de Gendarmerie Centre (Tours)
    - 4e Groupement de gendarmerie mobile à Tours – 7 escadrons
      - Groupe I/4 Tours
        - EGM 1/4 Châteauroux
        - EGM 2/4 Blois

      - Groupe II/4 Chartres
        - EGM 3/4 Saint-Amand-Montrond
        - EGM 4/4 Chartres
        - EGM 5/4 Dreux
        - EGM 6/4 Pithiviers
        - EGM 7/4 Orléans(*)
- 2e Commandement Régional de la Gendarmerie Nationale (Lille)
  -  Circonscription Régionale de Gendarmerie Nord  Pas-de-Calais (Lille)
    - 5e Groupement de gendarmerie mobile Arras – 4 escadrons
      -         - EGM 1/5 Arras
        - EGM 2/5 Le Quesnoy puis Villeneuve-d'Ascq (à partir de 1977)
        - EGM 3/5 Calais
        - EGM 4/5 Valenciennes

  -  Circonscription Régionale de Gendarmerie Picardie (Amiens)
    - 6e Groupement de gendarmerie mobile à Saint-Quentin – 6 escadrons
      - Groupe I/6 Saint-Quentin
        - EGM 1/6 Saint-Quentin
        - EGM 2/6 Hirson
        - EGM 3/6 Chauny

      - Groupe II/6 Noyon
        - EGM 4/6 Noyon
        - EGM 5/6 Creil
        - EGM 6/6 Abbeville

  -  Circonscription Régionale de Gendarmerie Haute-Normandie (Rouen)
    - 7e Groupement de gendarmerie mobile à Mont-Saint-Aignan – 2 escadrons
      -         - EGM 1/7 Mont-Saint-Aignan
        - EGM 2/7 Le Havre
- 3e Commandement Régional de la Gendarmerie Nationale (Rennes)
  -  Circonscription Régionale de Gendarmerie Bretagne (Rennes)
    - 8e Groupement de gendarmerie mobile Saint Malo – 5 escadrons
      -         - EGM 1/8 Saint Malo
        - EGM 2/8 Vitré
        - EGM 3/8 Pontivy
        - EGM 4/8 Brest
        - EGM 5/8 Vannes(*)

  -  Circonscription Régionale de Gendarmerie Basse-Normandie (Caen)
    - 9e Groupement de gendarmerie mobile à Argentan – 3 escadrons
      -         - EGM 1/9 Argentan
        - EGM 2/9 Argentan
        - EGM 3/9 Aunay-sur-Odon

  -  Circonscription Régionale de Gendarmerie Pays de Loire (Nantes)
    - 10e Groupement de gendarmerie mobile à Nantes – 6 escadrons
      - Groupe I/10 Nantes
        - EGM 1/10 Nantes
        - EGM 3/10 Luçon
        - EGM 6/10 Saint-Nazaire(*)

      - Groupe II/10 Ancenis
        - EGM 2/10 Ancenis
        - EGM 4/10 Mamers
        - EGM 5/10 Mayenne
- 4e Commandement Régional de la Gendarmerie Nationale (Bordeaux)
  -  Circonscription Régionale de Gendarmerie Aquitaine (Bordeaux)
    - 11e Groupement de gendarmerie mobile Bordeaux – 10 escadrons
      - Groupe I/11 Marmande
        - EGM 1/11 Marmande
        - EGM 4/11 Périgueux
        - EGM 5/11 Bergerac puis Bouliac (à partir de 1973)
        - EGM 6/11 La Réole
        - EGM 10/11 Bordeaux(*)

      - Groupe II/11 Mont-de-Marsan
        - EGM 2/11 Bayonne
        - EGM 3/11 Biscarosse
        - EGM 7/11 Mont-de-Marsan(*)
        - EGM 8/11 Mont-de-Marsan(*)
        - EGM 9/11 Mont-de-Marsan(*)

  -  Circonscription Régionale de Gendarmerie Poitou (Poitiers)
    - 12e Groupement de gendarmerie mobile à Niort – 2 escadrons
      -         - EGM 1/12 Niort
        - EGM 2/12 Châtellerault

  -  Circonscription Régionale de Gendarmerie Limousin (Limoges)
    - 13e Groupement de gendarmerie mobile à Limoges – 2 escadrons
      -         - EGM 1/13 Limoges
        - EGM 2/13 Bellac

  -  Circonscription Régionale de Gendarmerie Midi-Pyrénées (Toulouse)
    - 14e Groupement de gendarmerie mobile à Toulouse – 5 escadrons
      -         - EGM 1/14 Toulouse
        - EGM 2/14 Toulouse
        - EGM 3/14 Mirande
        - EGM 4/14 Pamiers
        - EGM 5/14 Saint-Gaudens
- 5e Commandement Régional de la Gendarmerie Nationale (Lyon)
  -  Circonscription Régionale de Gendarmerie Rhône-Alpes (Lyon)
    - 15e Groupement de gendarmerie mobile à Lyon-Bron – 10 escadrons
      - Groupe I/15 Lyon-Bron
        - EGM 1/15 Lyon-Bron
        - EGM 2/15 Lyon-Bron
        - EGM 3/15 Roanne
        - EGM 4/15 Belley

      - Groupe II/15 Chambéry
        - EGM 5/15 Chambéry
        - EGM 6/15 Annecy
        - EGM 7/15 Pontcharra-sur-Breda
        - EGM 8/15 Bourgoin-Jallieu
        - EGM 9/15 Romans-sur-Isère
        - EGM 10/15 Grenoble(*)

  -  Circonscription Régionale de Gendarmerie Auvergne (Clermont-Ferrand)
    - 16e Groupement de gendarmerie mobile à Clermont-Ferrand – 2 escadrons
      -         - EGM 1/16 Moulins
        - EGM 2/16 Aurillac(*)
- 6e Commandement Régional de la Gendarmerie Nationale (Metz)
  -  Circonscription Régionale de Gendarmerie Lorraine (Metz)
    - 17e Groupement de gendarmerie mobile à Metz – 8 escadrons
      - Groupe I/17 Verdun
        - EGM 1/17 Verdun
        - EGM 2/17 Stenay
        - EGM 3/17 Saint-Mihiel
        - EGM 4/17 Revigny-sur-Ornain

      - Groupe II/17 Thionville
        - EGM 5/17 Thionville
        - EGM 6/17 Longeville-lès-St-Avold
        - EGM 7/17 Sarreguemines
        - EGM 8/17 Baccarat

  -  Circonscription Régionale de Gendarmerie Alsace (Strasbourg)
    - 18e Groupement de gendarmerie mobile à Strasbourg – 4 escadrons
      -         - EGM 1/18 Strasbourg
        - EGM 2/18 Wissembourg
        - EGM 3/18 Sélestat
        - EGM 4/18 Ferrette

  -  Circonscription Régionale de Gendarmerie Champagne-Ardenne (Châlons-sur-Marne)
    - 19e Groupement de gendarmerie mobile à Chaumont – 4 escadrons
      -         - EGM 1/19 Chaumont
        - EGM 2/19 Langres
        - EGM 3/19 Reims
        - EGM 4/19 Vouziers

  -  Circonscription Régionale de Gendarmerie Bourgogne (Dijon)
    - 20e Groupement de gendarmerie mobile à Decize – 5 escadrons
      -         - EGM 1/20 Decize
        - EGM 2/20 Beaune
        - EGM 3/20 Villeneuve-sur-Yonne
        - EGM 4/20 Dijon-Chenove(*)
        - EGM 5/20 Mâcon(*)
        - EGM 6/20 Dijon(*)

  -  Circonscription Régionale de Gendarmerie Franche-Comté (Besançon)
    - 21e Groupement de gendarmerie mobile à Dole – 4 escadrons
      -         - EGM 1/21 Dole
        - EGM 2/21 Héricourt
        - EGM 3/21 Belfort
        - EGM 4/21 Besançon(*)
- 7e Commandement Régional de la Gendarmerie Nationale (Marseille)[25]
  -  Circonscription Régionale de Gendarmerie Provence-Alpes-Côte d’Azur (Marseille)
    - 22e Groupement de gendarmerie mobile à Hyères – 9 escadrons
      - Groupe I/22 Hyères
        - EGM 1/22 Marseille
        - EGM 2/22 Marseille
        - EGM 3/22 Hyères
        - EGM 4/22 Hyères
        - EGM 5/22 Orange

      - Groupe II/17 Grasse
        - EGM 6/22 Grasse
        - EGM 7/22 Antibes
        - EGM 8/22 Digne
        - EGM 9/22 Gap

  -  Circonscription Régionale de Gendarmerie Languedoc-Roussillon (Montpellier)
    - 23e Groupement de gendarmerie mobile à Montpellier – 4 escadrons
      -         - EGM 1/23 Narbonne
        - EGM 2/23 Lodève
        - EGM 3/23 Perpignan
        - EGM 4/23 Nîmes*

    - 24e Groupement de gendarmerie mobile à Ajaccio - 1 escadron
      -         - EGM 1/24 Ajaccio

### Organisation de 1945 à 1966

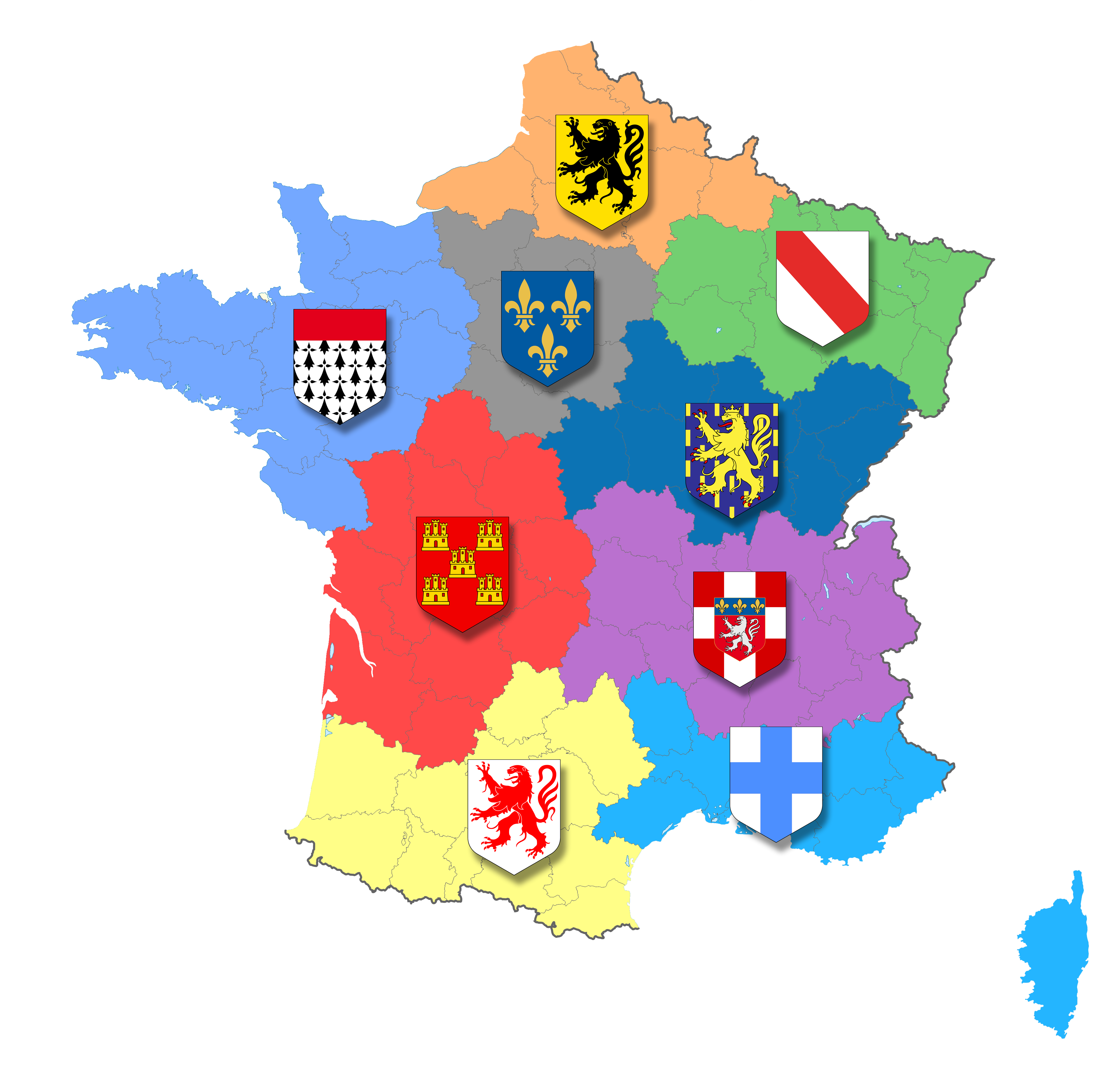

Organisation des légions de la Garde Républicaine au 1er juin 1945 (circulaire du 24 mai 1945,)
- 1re Légion de Garde Républicaine de Lyon
- 2e Légion de Garde Républicaine de Marseille
- 3e Légion de Garde Républicaine de Saint-Quentin
- 4e Légion de Garde Républicaine de Nancy
- 5e Légion de Garde Républicaine de Limoges
- 6e Légion de Garde Républicaine de Toulouse
- 22e Légion de Garde Républicaine de Arcueil
- 23e Légion de Garde Républicaine de Courbevoie
- 24e Légion de Garde Républicaine de Drancy

Organisation des légions de la Garde Républicaine au 1er juin 1946 (circulaire du 13 avril 1946).
Le décret du 18 février 1946 partagea la métropole en dix régions militaires : 9 en métropole et 1 en Algérie. En conséquence les légions de gendarmerie et de garde républicaine changèrent de numérotation, se calquant sur celle des nouvelles régions militaires. En 1954, la Garde Républicaine prend l'appellation de Gendarmerie Mobile. L'ensemble des légions sont renommées.
- 1re Légion de Garde Républicaine de Arcueil
- 1re Légionbis de la Garde Républicaine de Plessis-Robinson
- 1re Légionter de la Garde républicaine de Drancy
- 2e Légion de Garde Républicaine de Arras
- 3e Légion de Garde Républicaine de Nantes
- 4e Légion de Garde Républicaine de Bordeaux
- 5e Légion de Garde Républicaine de Toulouse
- 6e Légion de Garde Républicaine de Strasbourg
- 6e Légionbis de Garde Républicaine de Verdun[30]
- 7e Légion de Garde Républicaine de Dijon
- 8e Légion de Garde Républicaine de Lyon
- 9e Légion de Garde Républicaine de Marseille

Afrique du Nord :
- 10e Légion de Garde Républicaine d'Algérie
- 11e Légion de Garde Républicaine de Tunisie
- 12e Légion de Garde Républicaine du Maroc